# Isuzu D-Max
De Isuzu D-Max is een pick-up van de Japanse autofabrikant Isuzu. Het automodel werd in 2002 geïntroduceerd zonder directe voorganger. Indirect volgde de D-Max de derde generatie Isuzu Faster op, die in Nederland verkocht werd als Opel Campo.

## Derde generatie, 2019-heden
De huidige generatie D-Max werd in oktober 2019 geïntroduceerd in Thailand, waar het model ook wordt geproduceerd.

### Ontwerp
De derde generatie D-Max onderscheidt zich van de voorgaande generatie met een meer agressieve grille en 9 inch infotainmentsysteem (met Apple Carplay en Android Auto van de LSX-uitvoering). De wielbasis is verlengd naar 3,125 meter en het voertuig is 3 cm langer dan de vorige generatie. Verder claimt Isuzu dat de carrosserie 23% meer rigide is dan de voorgaande generatie.
De D-Max is leverbaar met enkele cabine (Single Cab), verlengde enkele cabine (Extended Cab) en dubbele cabine (Double Cab). Daarnaast is het model wereldwijd leverbaar in uiteenlopende ontwerpen voor verscheidende toepassingen. De eenvoudigste modellen komen met halogeen verlichting, stalen wielen, handgeschakelde versnellingsbak en eenvoudig afgewerkte laadbak. Afhankelijk van locatie zijn verschillende uitvoeringen leverbaar.

### Uitvoeringen
In de Benelux is de D-Max leverbaar, in oplopende volgorde van uitrustingsniveau, als L-, LS-, LSX- en V-Cross-uitvoering.

#### D-Max L
De L-versie is de eenvoudigste uitvoering die in de  Benelux leverbaar is. Deze komt standaard met:
ADAS, 16 inch stalen velgen, zwarte bumper, spiegels en deurklinken, halogeen koplampen, traploos instelbaar stuurwiel met cruise control- en audio-bediening en DAB+-radio. De Extended en Double Cab komt standaard met 18 inch stalen wielen, verwarmde buitenspiegels en adaptieve cruise control in combinatie met de automatische transmissie.

### Aandrijving
De derde generatie D-Max wordt geproduceerd met twee motoren. Beide zijn viercilinder dieselmotoren.
| Motorcode    | Slagvolume            | Aanzuiging                                                              | Aandrijving            | Vermogen                      | Koppel                   |
| ------------ | --------------------- | ----------------------------------------------------------------------- | ---------------------- | ----------------------------- | ------------------------ |
| RZ4E-TC GEN2 | 1,9 liter (1,898 cm³) | geforceerde inductie, turbolader met variabele geometrie en intercooler | FR (inschakelbare 4WD) | 110 kW of 150 pk bij 3600 tpm | 350 Nm bij 1800–2600 tpm |
| 4JJ1-TCX     | 3,0 liter (2,999 cm³) | geforceerde inductie, turbolader met variabele geometrie en intercooler | FR (inschakelbare 4WD) | 140 kW of 190 pk bij 3600 tpm | 450 Nm bij 1600–2600 tpm |

### Veiligheid
De derde generatie D-Max behaalde vijf sterren bij botsproeven uitgevoerd door Euro NCAP, ASEAN NCAP en ANCAP. Hiermee is de D-Max de eerste pick-up ooit met een vijf sterren-beoordeling van Euro NCAP.
Elke Isuzu D-Max is uitgerust met ABS, EBD, Brake Assist, ESC, Multi Collision Brake, ESS (Emergency stop signal), Traction control, FCW (Front collision warning), AEB (Autonomous emergency brake), MSL (Manual speed limiter), ISL (intelligent speed limiter), LDW (Lane departure warning), LDP (Lane departure prevention).
Huidige automodellen:
D-Max · 
i-Series
Vroegere automodellen:
117 Coupe · 
Ascender · 
Aska · 
Axiom · 
Bellett · 
Florian · 
Gemini/i-Mark/Stylus · 
Hombre · 
Impulse/Piazza · 
MU Wizard/Amigo · 
Oasis · 
Panther · 
Rodeo · 
TF-Series · 
Trooper · 
VehiCROSS
Bedrijfsvoertuigen:
Elf · 
Forward · 
Giga · 
H-Series
Autobussen:
Erga · 
Erga-J · 
Erga Mio · 
Gala · 
Gala Mio · 
Jouney · 
Journey-J